# Crisi d'absència
La crisi d'absència, també coneguda com a petit mal o absències típiques, és un tipus de convulsió generalitzada que es caracteritza per breus episodis d'alteració de l'estat de consciència o «absències» i activitat anormal a l'electroencefalograma. El primer a utilitzar el terme petit mal (del francès) per anomenar aquests episodis, va ser el psiquiatre francès Jean Étienne Dominique Esquirol.

## Epidemiologia
Les crisis d'absència es presenten en el 25% dels pacients amb epilèpsia i poden succeir soles o més freqüentment combinades amb altres tipus de crisi convulsives. Són típiques de persones joves, generalment menors de 20 anys, encara que es presenten principalment durant la infància, per la qual cosa poden confondre's amb falta d'atenció i afectar el rendiment escolar.

## Signes i símptomes
El símptoma principal i característic és la deterioració sobtada de la consciència, que sol ser breu i durar solament uns segons. Durant l'episodi, la persona interromp les seves activitats i roman estàtica i amb la mirada fixa, ocasionalment pot presentar petites gesticulacions o parpellejos. Normalment, en finalitzar la crisi, continuen amb el que estaven fent sense recordar el que va succeir. Solen ser repetitives i presentar-se en diverses ocasions en el transcurs del dia.

## Diagnòstic
La sospita és principalment clínica, la presència d'episodis sobtats d'interrupció de les activitats, la conversa o la marxa, acompanyats de mirada fixa, parpelleig i absència de moviments, entre d'altres, orienten cap a la possibilitat diagnòstica. Encara que els rastrejos amb ressonància magnètica nuclear poden resultar útils per descartar altres patologies, l'única prova diagnòstica confirmatòria és l'electroencefalograma, on apareixen espigues i complexos d'ones lentes.

## Tractament
El fàrmac de primera elecció per a les crisis d'absència aïllades és etosuximida, però es desaconsella en el cas de la presència combinada amb convulsions tònic-clòniques, ja que pot agreujar-les. En el cas de crisis combinades és més efectiu el valproato de magnesi, que té un ampli espectre d'acció.